# Tomba della quadriga infernale
La Tomba della quadriga infernale si  trova a Sarteano nella necropoli delle Pianacce ed è una significativa testimonianza della pittura parietale etrusca del IV secolo a.C.

## Storia
La tomba è stata scoperta nel 2003 a Sarteano negli scavi del Museo Civico Archeologico. La scoperta è stata eccezionale, sia per lo straordinario stato di conservazione delle pitture, che per l'unicità delle scene rappresentate. Purtroppo è stata riutilizzata come dimora in epoca medievale. Questo è testimoniato dalle ceramiche da fuoco presente insieme al corredo etrusco.

## Descrizione
Scavata nel travertino ad una profondità di cinque metri è munita di un dromos di diciannove metri di lunghezza, che dà accesso a una camera sepolcrale di poco più di tre metri. 

### Affreschi
È decorata con colori vivaci ed accesi che risaltano sull'intonaco bianco. Le pitture si  sono  conservate solo sulla parete sinistra e sulla parte sinistra della parete di fondo. La scena più celebre è quella del demone (probabilmente Charun o forse una divinità femminile) che conduce su un carro una quadriga formata da due leoni e due grifi, rivolto verso l'esterno della tomba. La quadriga è preceduta da una figura alata frammentaria
Il limite dell'Ade è simboleggiato da una porta dorica dipinta che incornicia una nicchia. Al di là di questa una consueta scena di banchetto con due personaggi maschili. Si tratta molto probabilmente di una coppia di amanti o di una coppia parentale (padre e figlio?). Accanto a loro un servitore con in mano un colino per filtrare il vino. Nella camera di fondo è dipinto un grande serpente a tre teste. L'ippocampo sul frontone di fondo ha dimensioni eccezionali. Sotto il frontone si trova l'imponente sarcofago di alabastro con il defunto semirecumbente..

## Corredo
L'ipogeo ha restituito frammenti di ceramica a figure rosse e a vernice nera, bruciaprofumi decorati con uccelli, ceramiche grigie ed acrome, anfore e pedine da gioco in pasta vitrea.

## Galleria d'immagini

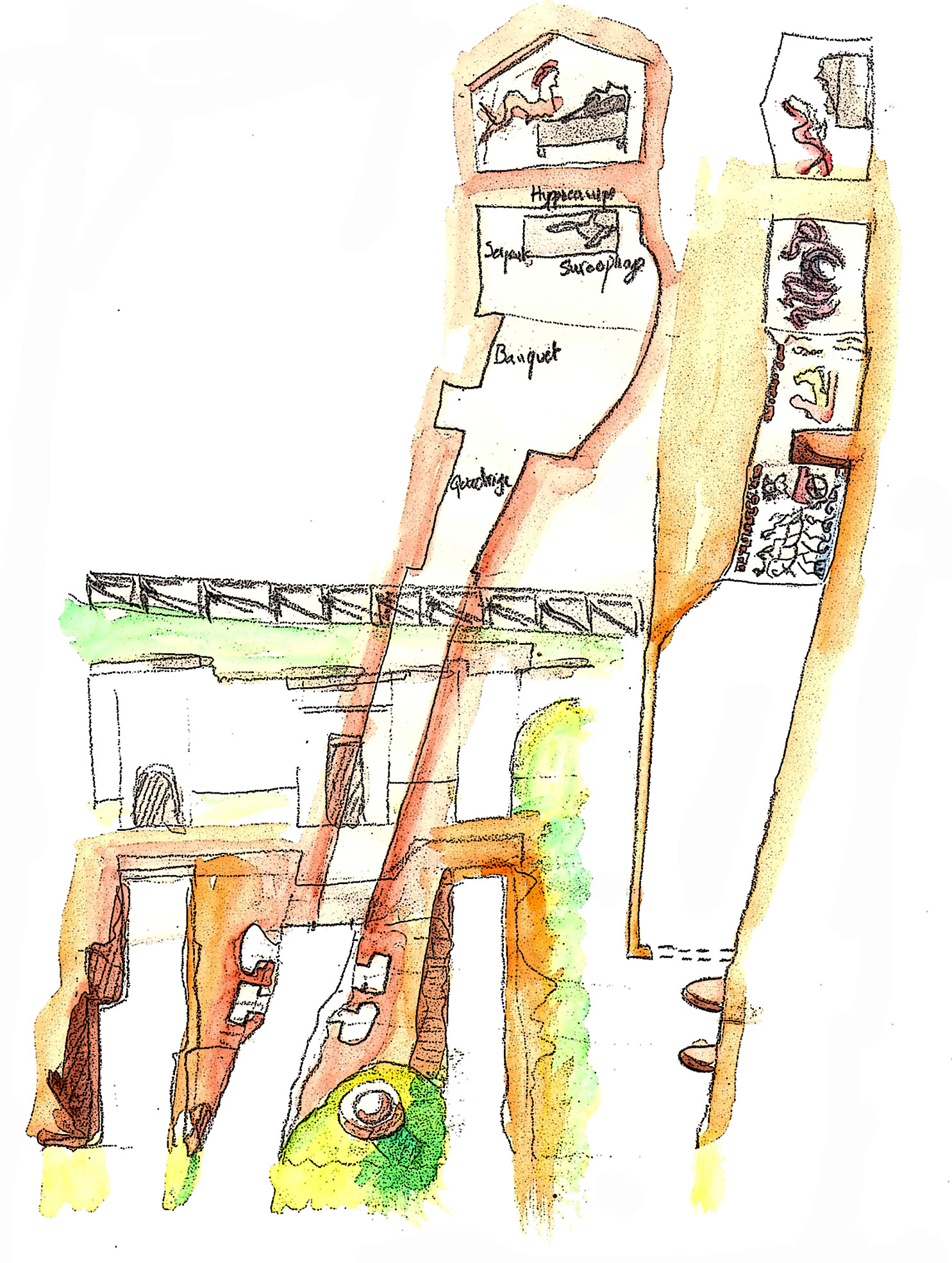
Pianta della tomba
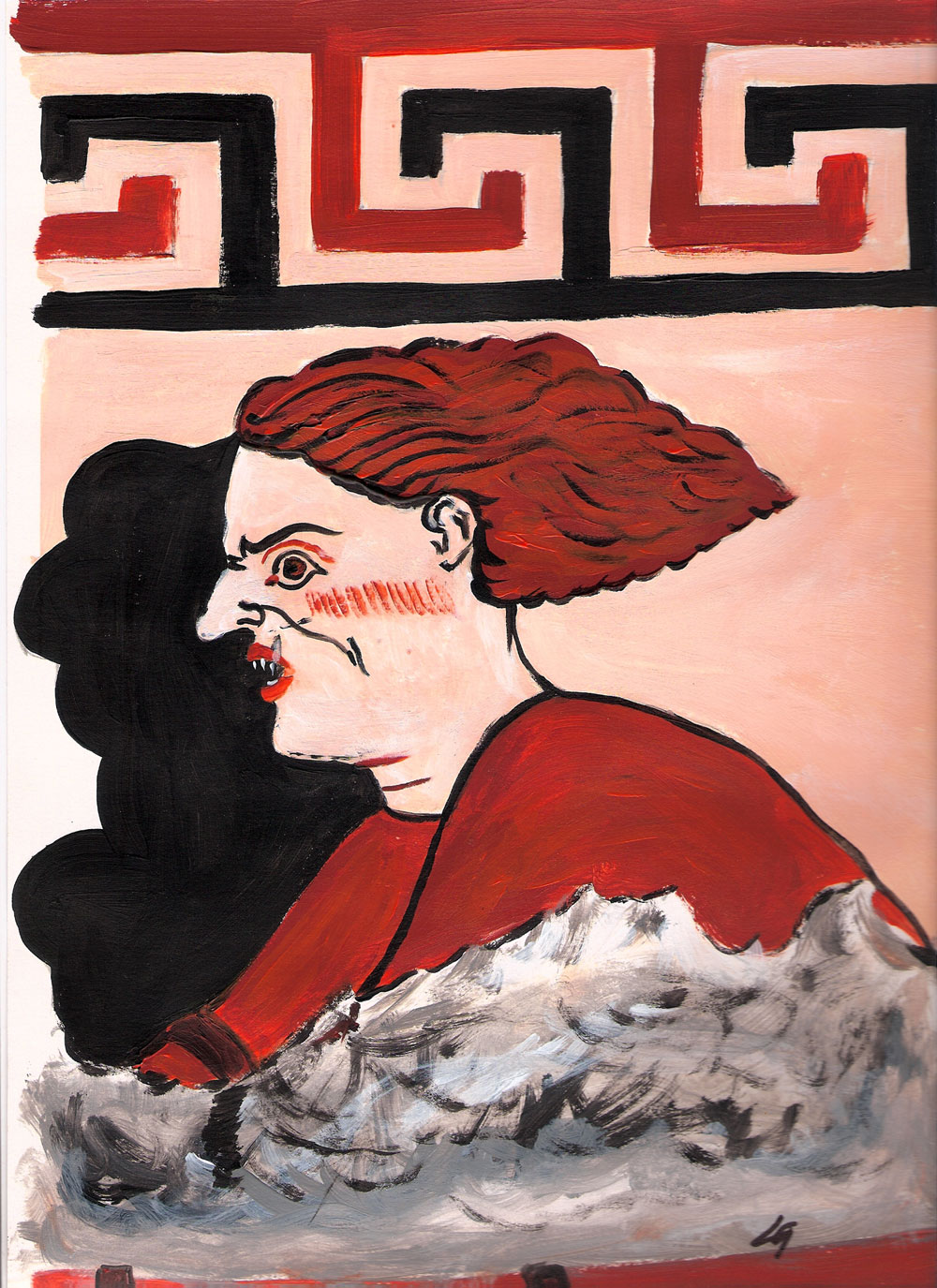
Charun o Charung
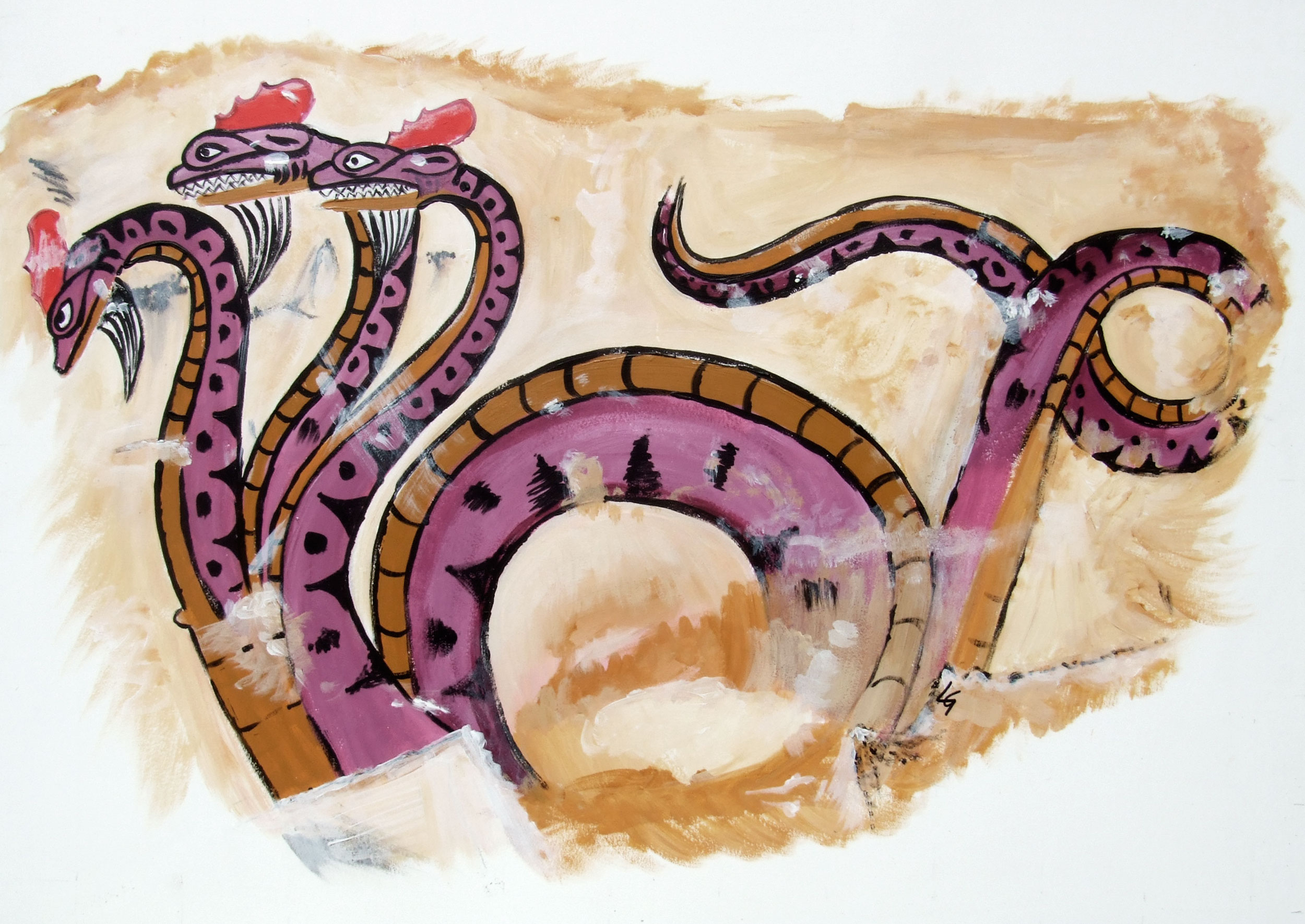
Serpente a tre teste